# Sclerophrys channingi
Sclerophrys channingi — вид отруйних жаб родини ропухових (Bufonidae).

## Етимологія
Вид названий на честь південноафриканського герпетолога Алана Ченнінга.

## Поширення
Ендемік ДР Конго. Живе у тропічних дощових лісах в Північному Ківу, Південному Ківу та у Східній провінції.

## Опис
Самці завдовжки 10,6—11,2 см, самиці — 14,3 см. Спина коричнева. Боки темно-коричневі. На спині є дві темно-коричневих плями і смуга, яка проходить вниз по спині жаби.